# 巡检司站
巡检司站是位于云南省弥勒县巡检司镇巡检司村的一个铁路车站，邮政编码652309。车站建于1909年，有昆河铁路经过该站，现不办理正式客运，办理货运业务，车站及其上下行区间均未电气化。车站距离昆明北站212公里，隶属昆明铁路局开远车务段，是四等站。
原滇越铁路巡检司站建筑现存2座行车室、炮楼、水塔，为法式建筑，占地面积900平方米，2007年7月16日公布为第四批弥勒市文物保护单位。